# 京都府道662号溝谷内記線
京都府道662号溝谷内記線（きょうとふどう662ごう みぞたにないきせん）は、京都府京丹後市を通る一般府道である。

## 概要
京丹後市弥栄町溝谷から京丹後市峰山町内記に至る。
京丹後市中北部の弥栄町地区の中心である京丹後市弥栄庁舎前から峰山町東部の丹波地区にある内記とを結ぶ。

### 路線データ
- 起点：京丹後市弥栄町溝谷（国道482号上）
- 終点：京丹後市峰山町内記（内記橋交差点、京都府道656号間人大宮線交点）
- 実延長：1.6950 km[1]

## 歴史
本路線は、道路法（昭和27年法律第180号）第7条の規定に基づき、一般府道として1959年（昭和34年）に京都府が第1次認定した路線のひとつである。

### 年表
- 1959年（昭和34年）12月18日 - 京都府が一般府道267号間人大宮線として認定[2]。
- 1994年（平成6年）4月1日 - 京都府が路線番号を再編（路線認定の一部改正）し、府道662号に変更される[3]。

## 路線状況
路線の約半分が国道482号と重複している。一部を除き、概ね両側2車線に改良されている。

### バイパス
- 内記地内

京丹後市峰山町内記の集落を迂回するバイパス道路として、峰山鉄工所付近から終点までの約320 mにわたって道路拡幅とバイパス道路の整備を実施した。なお、旧道部分は2009年（平成21年）2月10日に府道指定解除された。同集落で京都府道656号間人大宮線と交差しており、一体で整備された。

### 重複区間
- 国道482号（京丹後市弥栄町溝谷（起点） - 京丹後市弥栄町吉沢・吉沢入山川交差点）

## 地理
かつては竹野郡弥栄町と中郡峰山町にまたがる路線であった。いわゆる平成の大合併により、2004年（平成16年）4月1日に京丹後市として合併したため、同市で完結する路線となった。

### 通過する自治体
- 京都府
  - 京丹後市

### 交差する道路
| 交差する道路            | 交差する場所 | 交差する場所        |
| ----------------------- | ------------ | ------------------- |
| 国道482号 重複区間起点  | 弥栄町溝谷   | 起点                |
| 国道482号 重複区間終点  | 弥栄町吉沢   | 吉沢入山川交差点    |
| 京都府道656号間人大宮線 | 峰山町内記   | 内記橋交差点 / 終点 |

### 沿線
官公庁・公共施設
- 京丹後市役所弥栄庁舎

教育
- 京丹後市立弥栄中学校
- 京丹後市立吉野小学校

企業
- 峰山鉄工所

神社・仏閣
- 溝谷神社